# Boris Yakovlev
Boris Yakovlev (Борис Яковлев, Petrovsk, 16 de julio de 1945) es un atleta ruso especializado en marcha atlética.
Ganador de la medalla de plata en la Copa del Mundo de Marcha Atlética de 1979 celebrada en la ciudad alemana de Eschborn, sobre la distancia de 20 km. En 1980 participó en los Juegos Olímpicos de Moscú sobre los 50 km, siendo descalificado.

## Mejores marcas personales
| Mejores marcas personales | Mejores marcas personales | Mejores marcas personales | Mejores marcas personales |
| Distancia                 | Tiempo                    | Lugar                     | Fecha                     |
| ------------------------- | ------------------------- | ------------------------- | ------------------------- |
| 20 km                     | 1h:19:46                  | Eschborn, Alemania        | 29 de septiembre de 1979  |
| 50 km                     | 3h:51:43                  |                           | 1982                      |
| PC - Pista Cubierta       |                           |                           |                           |